# John Lewis Partnership
Pour les articles homonymes, voir JLP.
John Lewis Partnership (JLP) est une entreprise britannique dirigée sur un mode proche de celui des coopératives. Elle possède notamment les grands magasins John Lewis et la chaîne de supermarchés Waitrose. C’est la plus grande entreprise britannique possédée par ses salariés.
JLP emploie près de 90 000 personnes appelées « partenaires », principalement dans ses 48 grands magasins et boutiques John Lewis et dans les 350 supermarchés et succursales Waitrose. Dans les années 1930, le propriétaire décide de donner assez largement la propriété de l’entreprise à ses employés.

## Gouvernance participative
Dans les supermarchés, les grands magasins, les sièges sociaux et les autres entités commerciales, les membres du personnel élisent des représentants pour faire valoir leur point de vue et définir les priorités par le biais d'un processus appelé PartnerVoice. Les représentants se réunissent pour recueillir les opinions de leurs collègues, interroger la direction et résoudre les problèmes locaux. Lorsqu'un sujet est du ressort d’un secteur d'activité plus large, les questions peuvent être transmises aux Forums, qui constituent le deuxième niveau de représentation des employés de JLP. Les représentants élus des Forums, issus des régions des succursales de Waitrose et de John Lewis, ou des zones des sièges sociaux, se réunissent pour discuter de questions plus larges et interroger les dirigeants et directeurs de ce niveau de la structure.
Le troisième et le plus haut niveau de la structure représentative de JLP est le Conseil de partenariat, un organe directement élu composé de 58 partenaires qui représentent l'opinion de l'ensemble des salariés et auquel le président rend compte de sa gestion de l'entreprise. Les conseillers du partenariat sont des membres de l'entreprise qui ont le droit de vote, et ce conseil est le seul organe de gouvernance de l'entreprise qui a le pouvoir de démettre le président de ses fonctions. Tous les deux ans, le conseil organise une séance de « contrôle des comptes » au cours de laquelle le président répond aux questions des représentants lors d'une réunion ouverte, à la suite de laquelle un vote est organisé pour indiquer si les conseillers soutiennent ou non la direction du président et les progrès de l'entreprise,.